# ヒュセイン・オズカン
フセイン・オズカン（トルコ語: Hüseyin Özkan, 1972年1月20日 - ）は、トルコの柔道家。身長165cm。ソビエト連邦のチェチェン・イングーシ自治共和国（現在のロシア連邦チェチェン共和国）生まれで、当初はハセイ・ビスルタノフ（チェチェン語: Хасан Делимбекович Бисултанов）と名乗っていたが、20歳の時トルコに移住して現在の姓名となった。

## 経歴
1997年ヨーロッパ柔道選手権大会で優勝、1999年世界柔道選手権大会66kg級では銀メダルを獲得した。
2000年のシドニーオリンピック66kg級は決勝でフランスのラルビ・ベンブダウに一本勝ちして金メダルを獲得した。

## 主な戦績
60kg級での戦績
- 1993年 - ロシア国際　優勝
- 1993年 - ヨーロッパ選手権　2位
- 1994年 - ブルガリア国際　優勝
- 1994年 - オランダ国際　優勝

65kg級での戦績
- 1996年 - ブルガリア国際　優勝
- 1996年 - ドイツ国際　3位
- 1997年 - ヨーロッパ選手権　優勝
- 1997年 - 地中海競技大会　優勝

66kg級での戦績
- 1998年 - ロシア国際　3位
- 1998年 - オーストリア国際　優勝
- 1998年 - ドイツ国際　優勝
- 1999年 - ハンガリー国際　3位
- 1999年 - ヨーロッパ選手権　3位
- 1999年 - 世界選手権　2位
- 2000年 - ロシア国際　3位
- 2000年 - シドニーオリンピック　優勝
- 2002年 - オーストリア国際　3位
- 2002年 - チェコ国際　3位
- 2002年 - ヨーロッパ選手権　7位
- 2003年 - ドイツ国際　3位
- 2003年 - ヨーロッパ選手権　3位
- 2003年 - 世界選手権　7位
- 2005年 - ドイツ国際　3位
- 2005年 - ヨーロッパ選手権　7位